# Dicymolomia grisea
Dicymolomia grisea là một loài bướm đêm trong họ Crambidae.